# Hans Holbein den yngre

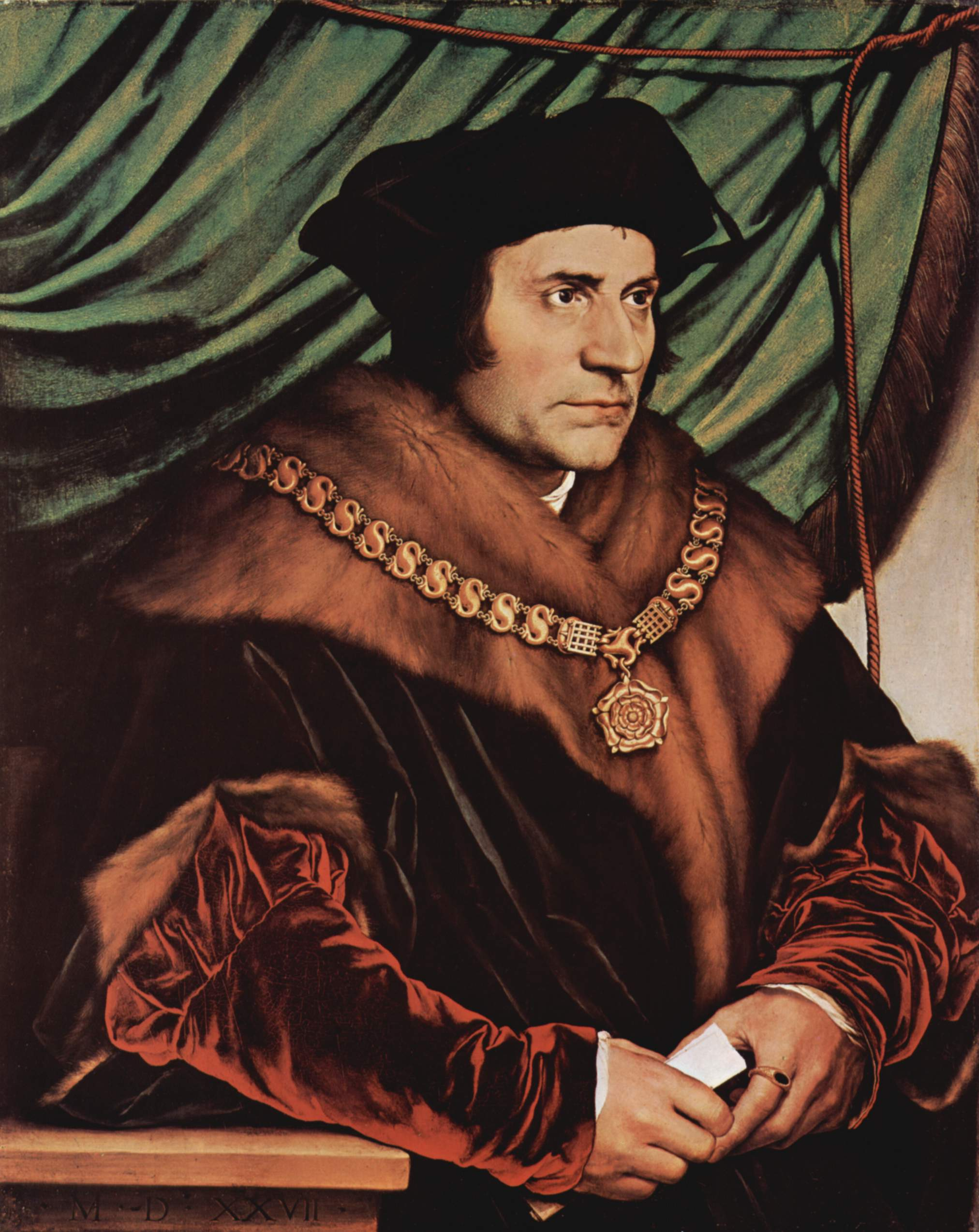
Hans Holbein d.y. - Thomas More (1527). Frick Collection, New York.

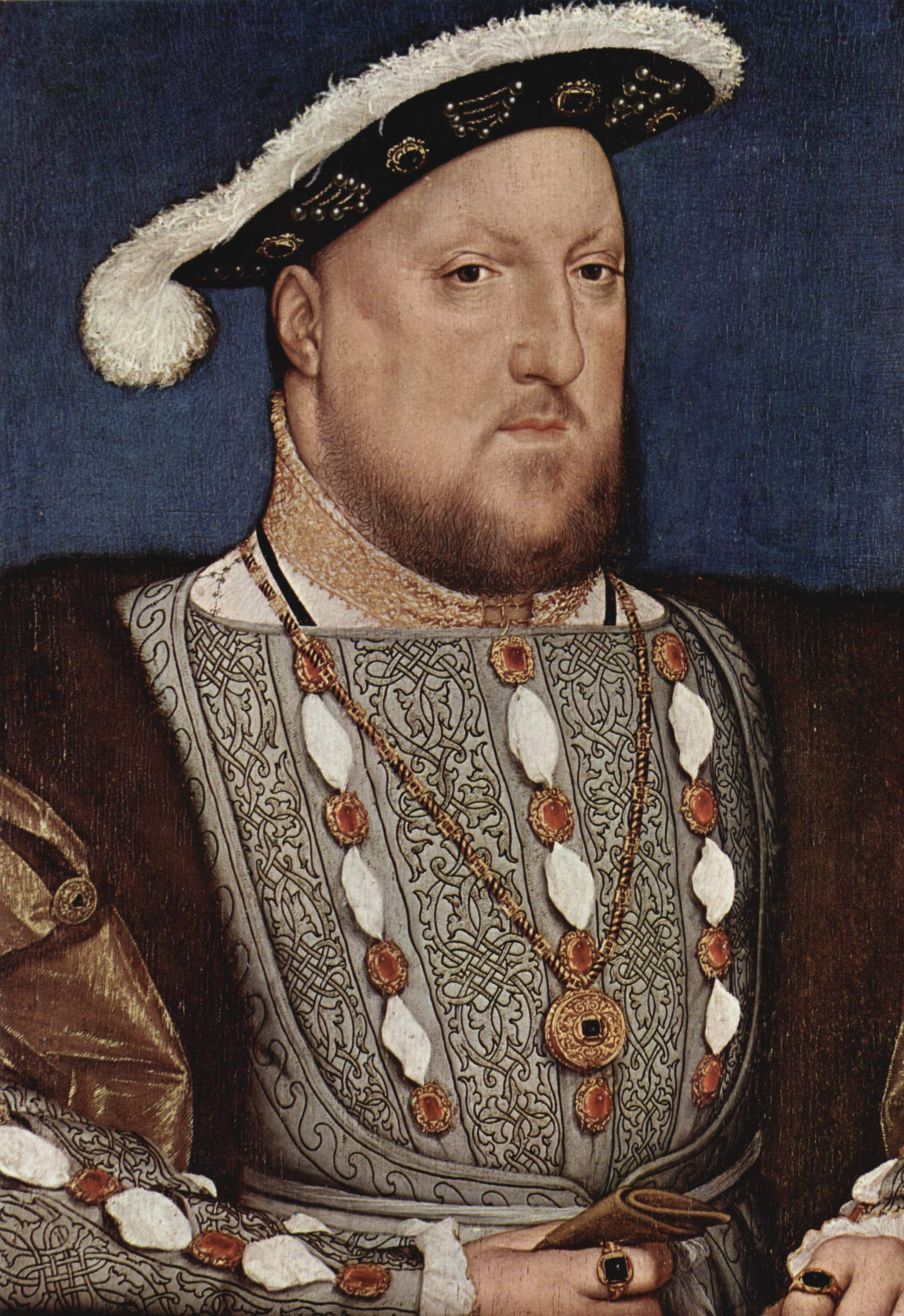
Hans Holbein d.y. - Henrik VIII (1536). Museo Thyssen-Bornemisza, Madrid.

Hans Holbein den yngre, född cirka 1497 i Augsburg, Bayern, Tyskland, död 29 november 1543 i London, England, var en framstående tysk och schweizisk målare. Han var son till Hans Holbein den äldre och bror till Ambrosius Holbein.
Holbeins far hade en stor målarverkstad i Augsburg, där han erhöll utbildning. Mycket tidigt tog hand dock intryck av Hans Burgkmair, och influerades genom denne starkt av italiensk renässanskonst. Under en resa till Norditalien 1518-19 fick han ytterligare tillfälle att studera renässansmåleriet.
År 1519 blev Hans Holbein och brodern Ambrosius lärjungar hos en målare i Basel. Holbein blev snart berömd för det arbete han utförde för boktryckarna i Basel. Han kom här att knyta förbindelser inte bara med stadens boktryckare utan även med humanister som Bonifacius Amerbach och Erasmus av Rotterdam. Förutom att han formgav block till träsnitt målade han redan porträtt, beställningar till kyrkor, gjorde väggmålningar med historiska motiv, tecknade utkast till samtidens populära fasadutsmyckningar i al fresco och tecknade dessutom vapenbilder och andra förlagor till glasmålningar. 1522 illustrerade han Lutherbibeln, och hans berömmelse spreds över hela Europa.
Trots sina framgångar drevs Holbein på grund av tvivel på sin ekonomiska framtid under den oordning som rådde under reformationen att söka arbete i England. Under sin första vistelse där 1526-28 gynnades han av kretsen kring Sir Thomas More, vars stöd han vunnit genom ett rekommendationsbrev från Erasmus av Rotterdam. Under denna tid sysslade han främst med porträttmåleri.
Vid sin återkomst till Basel fann han förhållandena mycket osäkra på grund av bildstormarnas verksamhet. Efter fyra år, under vilken tid han främst sysslade med porträtt- och fasadmålning samt företog en resa till Milano återvände Holbein till England 1532, där han sedan kom att verka under återstoden av sitt liv, med undantag för kortare resor till kontinenten.
Då Holbein återvände till England hade de som gynnat honom antingen dött eller råkat i onåd. Han målade till att börja porträtt av tyska handelsmän och presenterades sedan för kung Henrik VIII. Fram till sin död förblev Holbein i den engelske monarkens tjänst.
Holbein tilldelades en rad uppgifter, från att formge hovets dräkter, silver- och juvelsmycken och triumfbågar till att avporträttera kungens aktuella och blivande gemåler. Holbein utförde många teckningar inför sina porträtt, och de som han gjorde av hovdamerna hör till porträttkonstens mästerverk.

## Eftermäle
Nedslagskratern Holbein på planeten Merkurius och asteroiden 8122 Holbein är uppkallad efter honom och hans far.

## Verk (i urval)
- Den döde Kristus i graven (1521)
- Erasmus av Rotterdam (1523)
- Venus och Amor (1524)
- Borgmästare Meyers madonna (1526)
- Porträtt av Sir Thomas More (1527)
- Allegori över de Gamla och Nya Testamentena (1530)
- Köpmannen George Gisze (1532)
- Ambassadörerna (1533)
- Henrik VIII (1540)

## Galleri

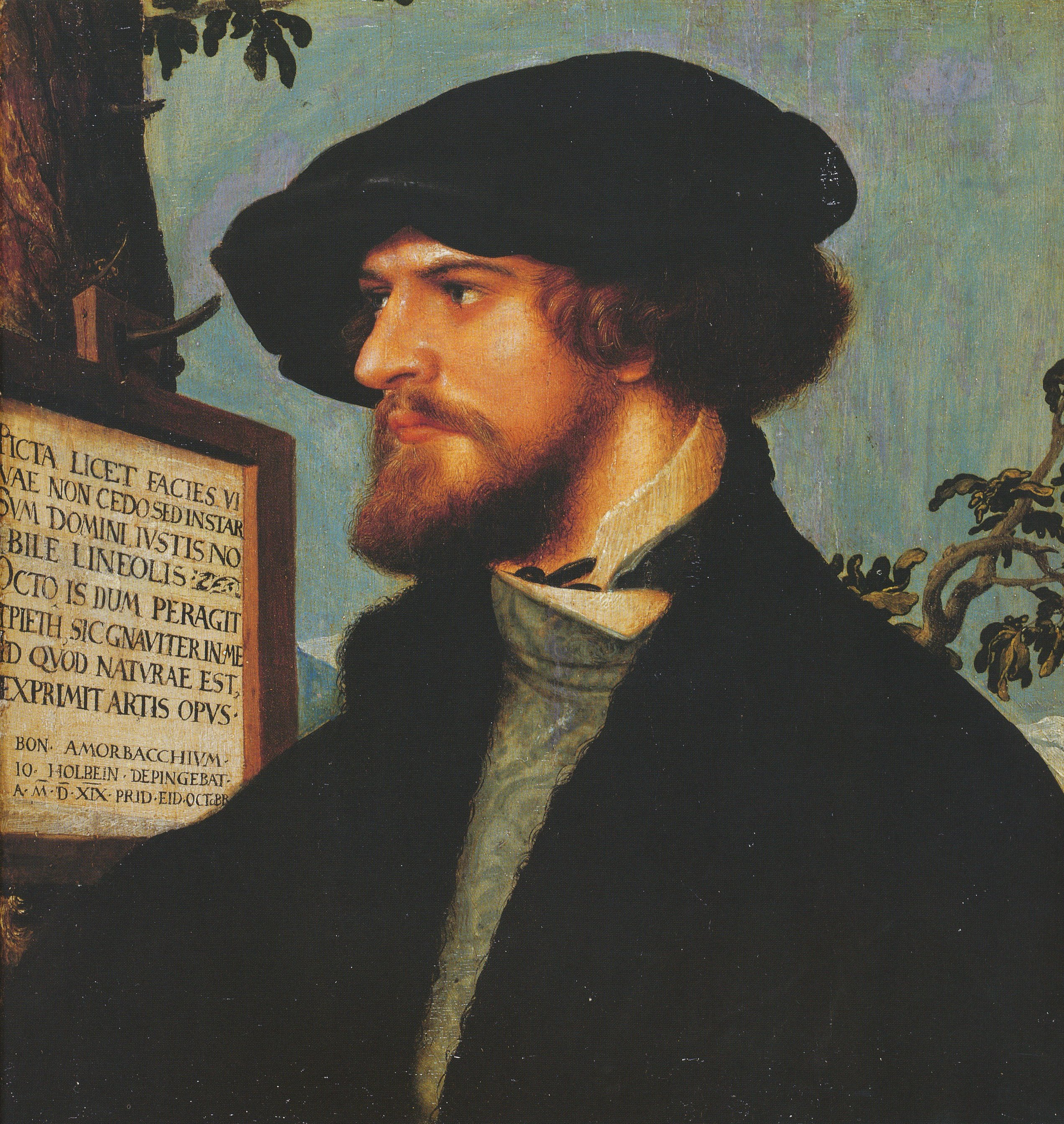
Porträtt av Bonifacius Amerbach, 1519. Kunstmuseum Basel.
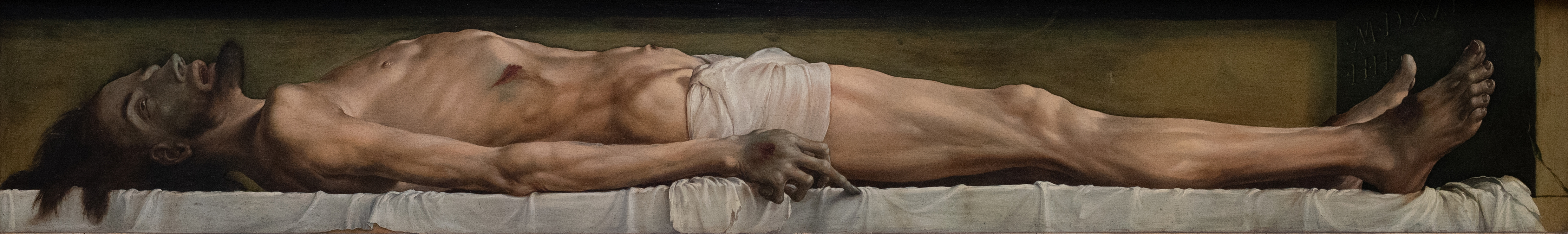
Den döde Kristus i graven, och en detalj, 1521–22.  Kunstmuseum Basel.
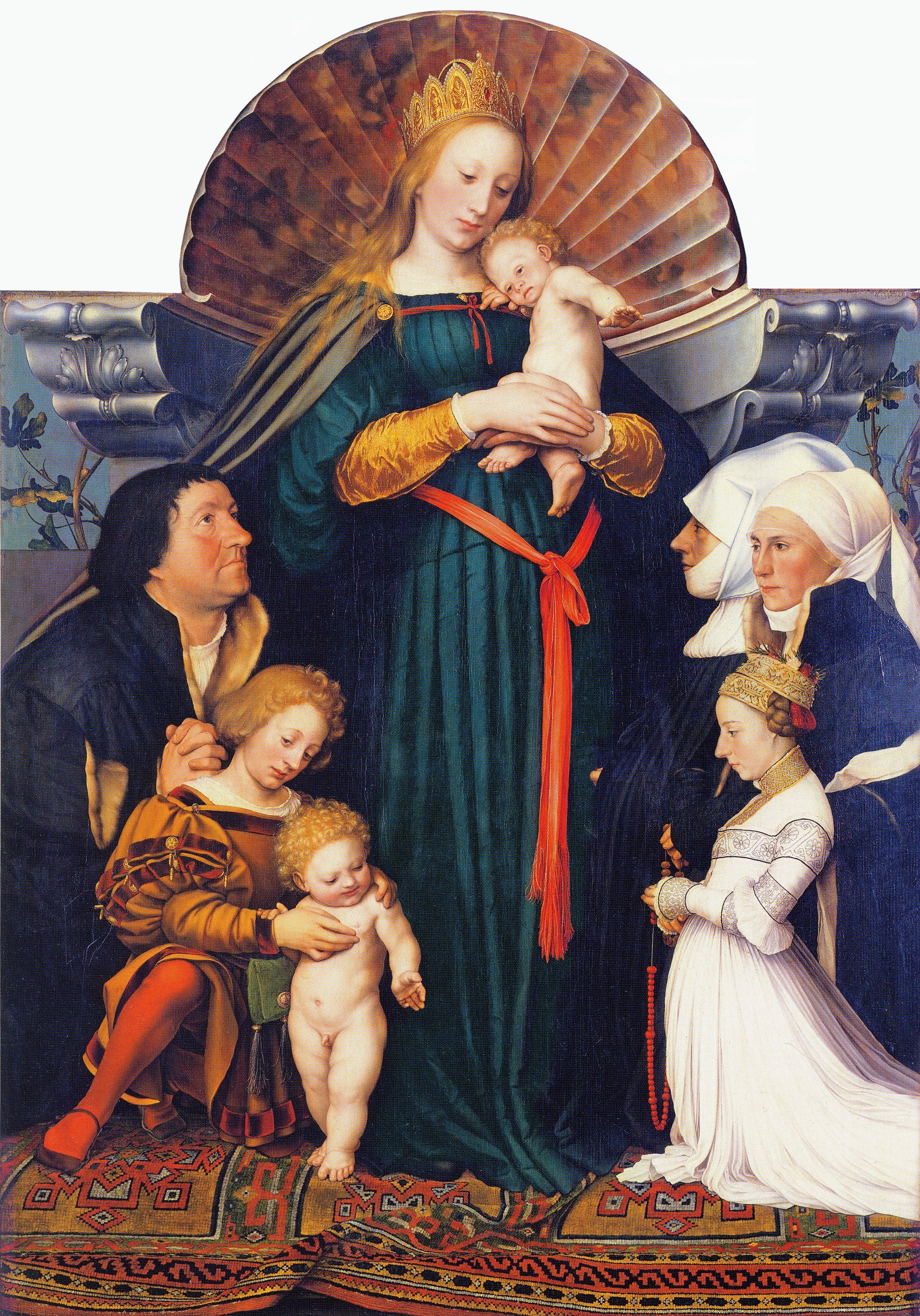
Darmstadt Madonna, omkring 1525-26.
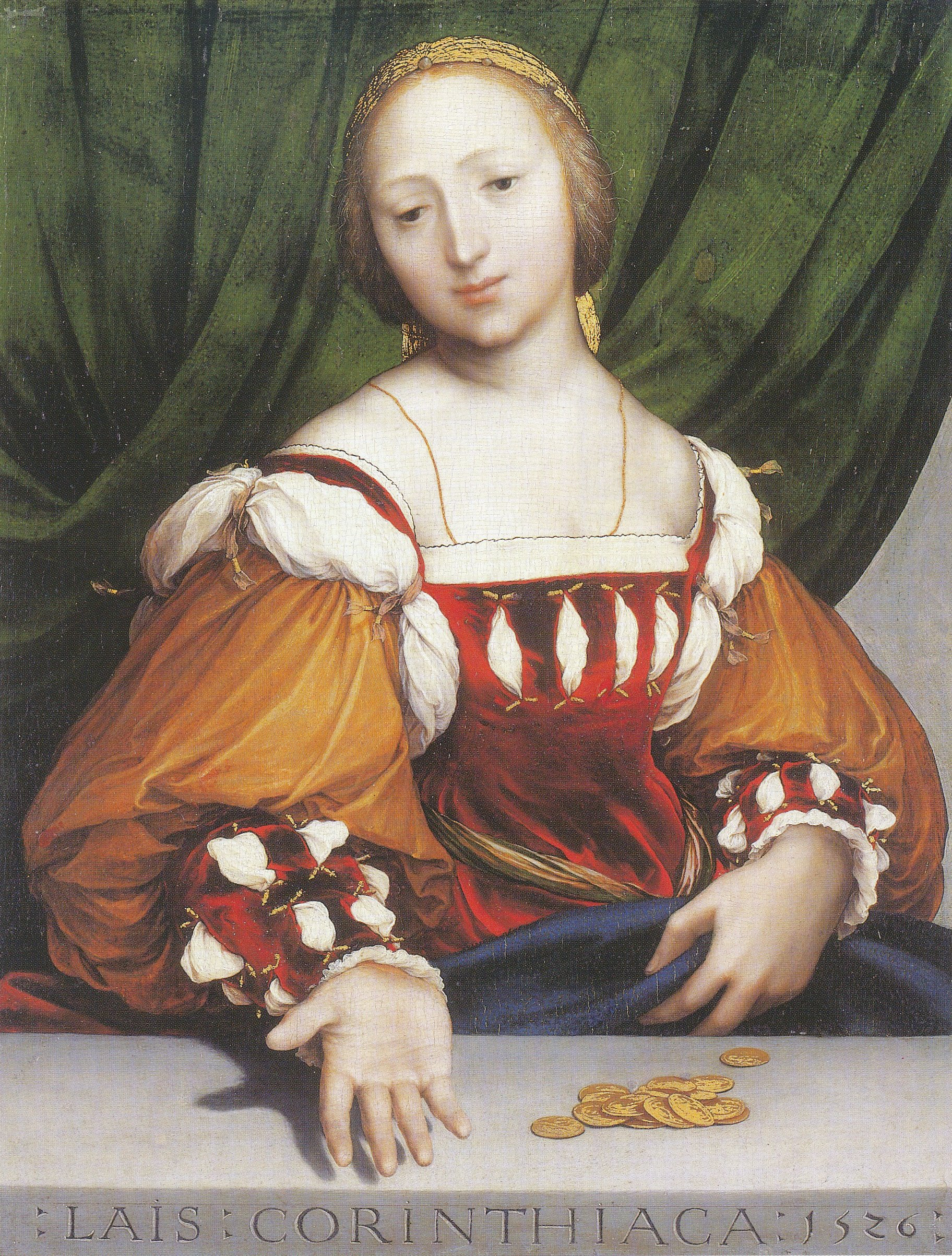
Lais av Corinth, 1526. Kunstmuseum, Basel
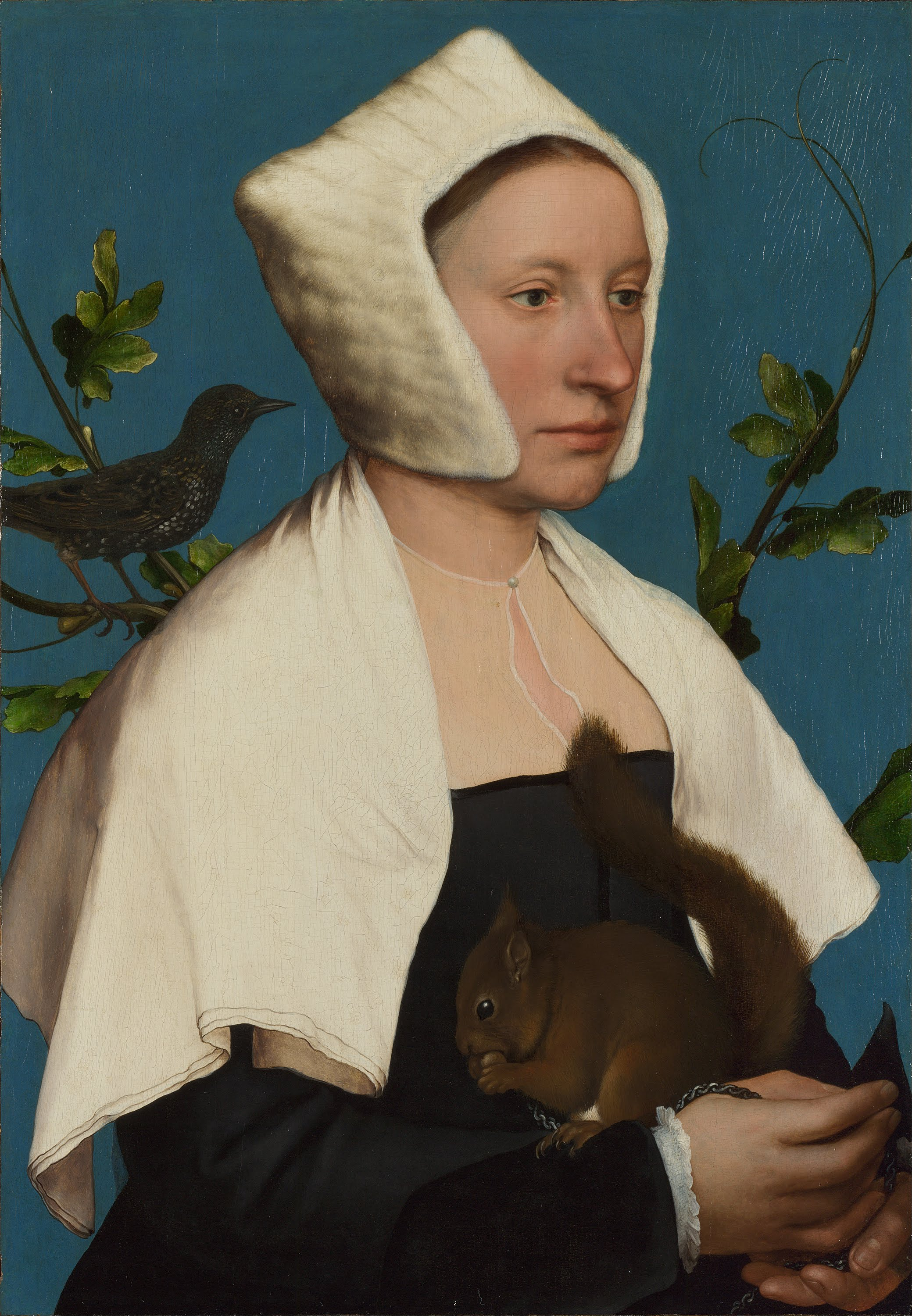
Porträtt av en dam med en ekorre och en stare, omkring 1527–28. National Gallery, London.
Porträtt av Georg Gisze, 1532.
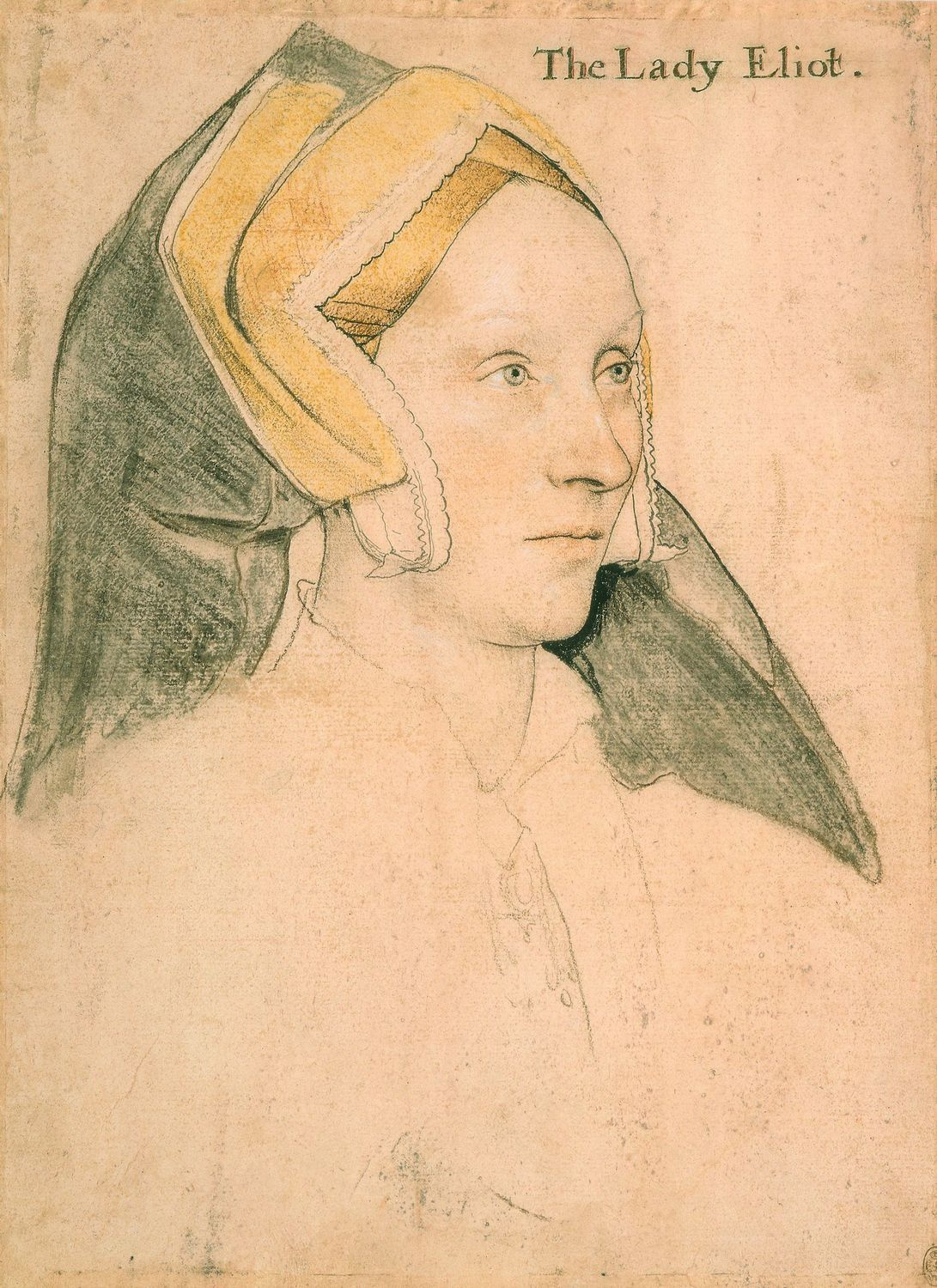
Porträtt av Margaret, Lady Elyot, omkring 1532–34. Kungliga samlingen, Windsor Castle.
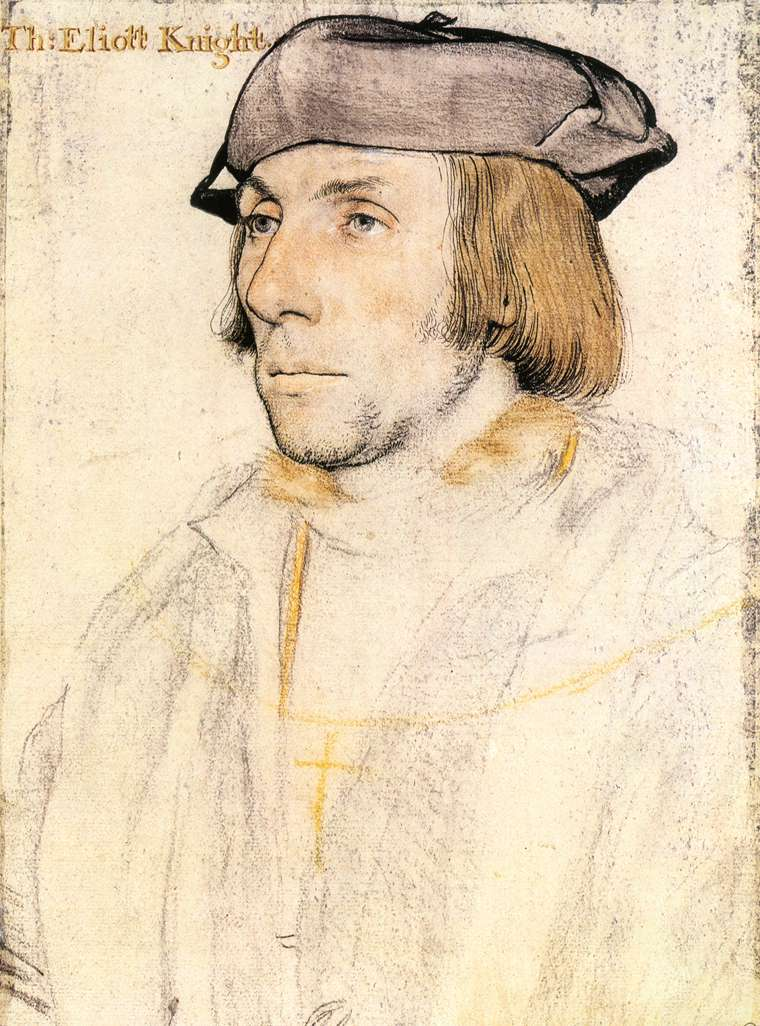
Porträtt av Sir Thomas Elyot, omkring 1532–34. Kungliga samlingen, Windsor Castle.
Ambassadörerna, 1533. National Gallery, London.
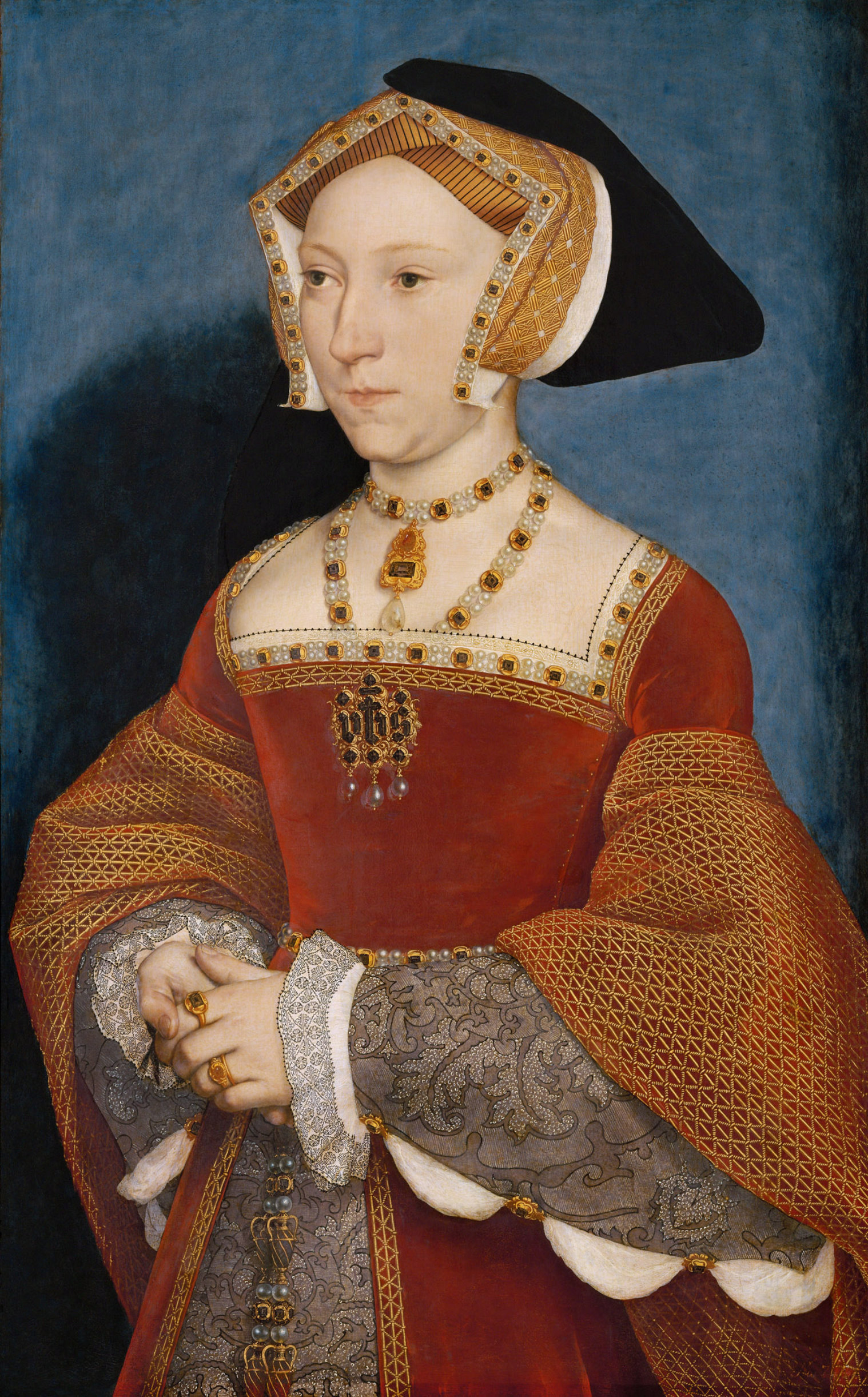
Porträtt av Jane Seymour, omkring 1537. Kunsthistorisches Museum, Vienna.
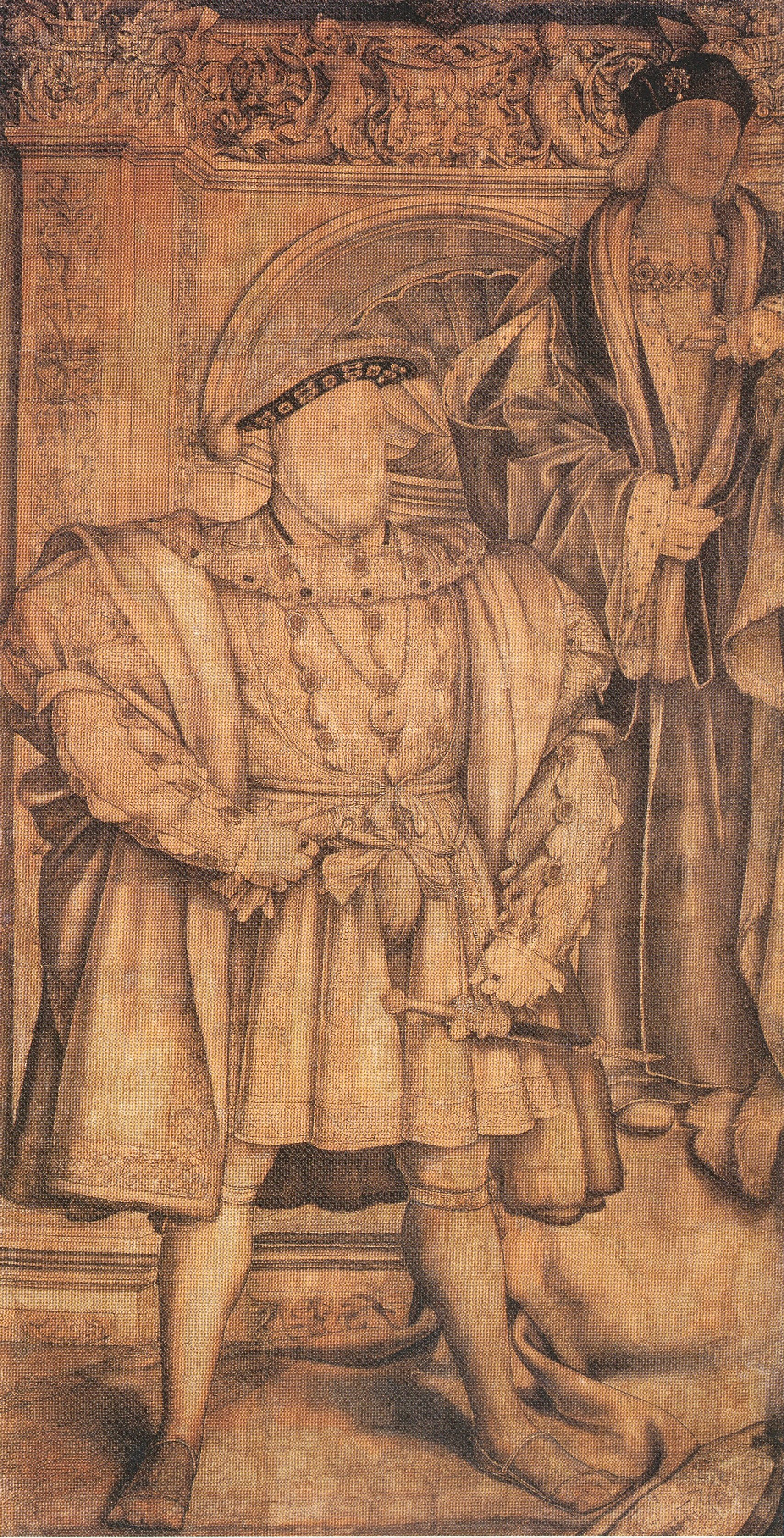
Henry VIII och Henry VII, skiss till väggmålningen i Whitehall, 1537.  National Portrait Gallery, London.